# Bedřich Lotar Josef ze Stadionu
Bedřich Lotar Josef hrabě ze Stadion-Warthausenu (německy Friedrich Lothar Graf von Stadion-Warthausen; 6. dubna 1761 – 9. prosince 1811 Trhanov) byl německo-rakouský šlechtic z rodu Stadionů, kanovník a vysoký úředník v Mohučském a Würzburském biskupství. Později vstoupil do rakouských státních služeb a působil mimo jiné jako diplomat.

## Život
Narodil se jako syn Františka Konráda ze Stadionu a jeho manželky Ludoviky Zobelové z Giebelstadt-Darmstadtu.
Jeho mladší bratr Jan Filip se později stal rakouským dvorním a zemským kancléřem. Jelikož se Bedřich Lotar v raném věku nakazil tuberkulózou, na kterou později zemřel, musel se vzdát svého prvorozenství a byl určen pro duchovní dráhu.
Spolu se svým bratrem se v letech 1782/83 vydal na kavalírskou cestu v doprovodu vychovatele a hofmistrA Josepha Hieronyma Karla Kolborna, na níž se setkal s Josefem II. , Fridrichem Velikým a Ludvík XVI. Oba bratři byli ovlivněni katolickým osvícenstvím, udržovali vztahy s reformátory a osvícenci, Bedřich kromě toho udržoval styky s představiteli výmarského klasicismu, ale především s romantiky, zvláště blízký byl jeho vztah s Bettinou von Arnim. Byl popisován jako jeden z „nejskvělejších mužů na světě“. Maxmilián von Montgelas ho však označil za kněze v nejpřísnějším slova smyslu a velmi zbožného člověka.
Byl kapitulářem ve Würzburgu a později také v Mohuči. V Mohuči se také stal tajným radou a nakonec předsedou vlády. Dočasně byl správcem místodržitelství v Erfurtu a v roce 1797 se stal rektorem univerzity ve Würzburgu. V roce 1798 se stal vyslancem Würzburského biskupství na kongresu v Rastattu. Marně se snažil zabránit rušení církevních knížectví a klášterů a to i v právních pojednáních. Nakonec však byl jedním z členů císařské deputace, kteří 9. prosince 1798 hlasovali pro přijetí francouzského ultimáta, a tedy pro sekularizaci.
Po sekularizaci Würzburského knížectví přišel o místo rektora würzburské univerzity. Místo toho po začlenění země do Bavorska přešel do bavorských státních služeb. Byl pověřen agendou pro duchovní záležitosti, včetně rušení klášterů a duchovních úřadů v bývalém biskupství.
Později vstoupil do rakouských služeb. Byl dočasně českým vyslancem z říšského sněmu v Řezně. Po Prešpurském míru ho jeho bratr, který se nyní stal ministrem zahraničí, pověřil, aby se vyjádřil k otázce, zda má František II. nadále držet korunu Svaté říše římské a později byl pověřen provedením znaleckých posudků. Ty měly objasnit, do jaké míry si po rezignaci Františka II. na korunu mohou nárokovat jiní a zda existuje riziko, že by habsburský rod mohl ztratit svá předchozí privilegia a neúměrně zatížit říši. Jeho zprávy sehrály roli v přípravě na rezignaci koruny. 
Krátce nato byl rakouským velvyslancem v Bavorsku. Dobře se znal s králem Maxmiliánem Josefem a ministry Montgelasem a Františkem Karlem von Hompesch. S Montgelasem se znal z prostředí iluminátů, není však jasné, zda patřil k tajné společnosti jako jeho bratr. Měl za úkol pokusit se přivést Bavorsko na stranu Rakouska. Zároveň v jižním Německu založil informační a špionážní síť namířenou proti Francouzům. Nakonec mu bylo jasné, že Bavorsko v nadcházející válce nezmění strany a neopustí Rýnský spolek. Tím se Bavorsko stalo potenciálním nepřítelem Rakouska.
Naléhal na svého bratra, že Rakousko musí zaútočit na Francii a její spojence, zatímco Napoleon Bonaparte a jeho vojáci byli vázáni ve Španělsku. Napsal bratrovi zprávy, které ostře kritizovaly opatření přijatá Montgelasovou vládou. Dalším faktorem, který přispěl k rozhodnutí Rakouska udeřit, bylo to, že Bedřich Lotar nepravdivě hlásil, že armády Rýnské konfederace tajně sympatizovaly s Rakouskem. 
Během páté koaliční války v roce 1809 byl pověřeným armádním komisařem pro Německo a generálním intendantem rakouské hlavní armády za arcivévody Karla Ludvíka.
Po vojenské porážce se stáhl z očí veřejnosti na své sídlo v Čechách. Zemřel dne 9. prosince 1811 na zámku v Trhanově, kde v roce 1696 zemřel Wolf Maxmilián Lamingen z Albenreuthu, zvaný Lomikar.